# ススメ
「ススメ」は、嘉門タツオ（発表当時名義・嘉門達夫）のシングル。1994年11月23日にビクターエンタテインメントから発売された。

## 概要
1994年に実施された月刊CD発売企画「MONTHLY TATSUO KAMON」（マンスリー タツオ カモン）のリリース計画第11弾として発表されたシングル曲である。大正製薬の「大正漢方胃腸薬」CMイメージソングであり、CMで使用されたものとは歌詞が大幅に改変されている。

## 収録曲
1. ススメ
2. 大名行列
3. ススメ（オリジナル・カラオケ）
4. 予告篇 chapter10